# هموگلوبینوری حمله‌ای شبانه
هموگلوبینوری حمله‌ای شبانه (انگلیسی: Paroxysmal nocturnal hemoglobinuria) که سابقاً سندرم مارشیفاوا میشلی نامیده می‌شد یک بیماری خونی نادر و خطرناک است که علایم خود را از طریق تخریب گلبول‌های قرمز در بدن ظاهر می‌کند. این آثار تخریبی ناشی از عملکرد سیستم تکمیلی که بخشی از سیستم ایمنی ذاتی فرد هستند، می‌باشند. PNH به دلیل نقص در تشکیل پروتیین‌های سطحی گلبول‌های قرمز که به‌طور طبیعی سبب مهارواکنش‌های ایمنی می‌شوند، ایجاد می‌گردد. از آنجایی که آبشار مکمل به گلبول‌های قرمز در جریان خون حمله می‌کند و سبب لیز آن‌ها می‌شود، این همولیزیز (آزاد شدن هموگلوبین از گویچه سرخ) به عنوان آنمی همولیتیک داخل عروقی شناخته می‌شود. سایرویژگی‌های این بیماری از جمله احتمال زیاد وقوع ترومبولیز به‌طور کامل شناسایی نشده‌اند.
PNH تنها بیماری است که در اثر یک نقیصهٔ اکتسابی در غشای سلول ایجاد می‌شود (کمبود گلیکوفسفاتیدیل اینوزیتول منجر به از بین رفتن پروتئین‌های حفاظتی غشا می‌شود)
این بیماری ممکن است که خود به تنهایی در فرد ایجاد شود که دراین حالت به آن نوع اولیه گفته می‌شود یا اینکه در خلال یک بیماری دیگر که مغز استخوان را درگیر می‌کند (مانند کم خونی آپلاستیک) شرکت نماید در این صورت PNH ثانویه خوانده می‌شود. تنها در صد کمی از بیماران صبح‌ها در ادرار خود خون مشاهده می‌کنند که همین امر سبب نامگذاری این بیماری شده است.
پیوند مغز استخوان آلوژنیک تنها راه درمانی شناخته شدهٔ مؤثر برای این بیماری است اما این روش نیز در صد بالایی از مرگ و میر و نیز ناخوشی را در بر می‌گیرد. استفاده از آنتی‌بادی مونوکلونال eculizumab نقش مؤثری درکاهش نیاز به انتقال خون و بهبود کیفیت زندگی دارد. اما به نظر نمی‌رسد که این روش هم احتمال مرگ یا لخته‌های خونی را کاهش دهد، از طرفی این روش از نظر اقتصادی هم مقروم به صرفه نیست.

## علایم و نشانه‌ها
علامت کلاسیک این بیماری تغییر رنگ ادرار به رنگ قرمز در اثر حضور هموگلبین و هموسیدرین می‌باشد که ناشی از تخریب گلبول‌های قرمز خون هستند. از آن جایی که ادرار در صبح غلیظ تر است لذا این رنگ صبح‌ها نسبت به سایر ساعت‌های روز پررنگ تر است. این پدیده بیشتر در افرادی دیده می‌شود که به نوع اولیهٔ این بیماری مبتلا هستند، سایرین اغلب علائم مرتبط با کم خونی را تجربه می‌کنند.
درصد کمی از بیماران حمله‌های مربوط به دردهای شکمی، درد در حین بلعیدن و نیز اختلالات در نعوظ در مردان را گزارش کرده‌اند، این اغلب زمانی اتفاق می‌افتد که تخریب گلبول‌های قرمز به سرعت انجام گیرد و قابل نسبت دادن به انقباض ایجاد شده توسط محصولات ناشی از تخریب گلبول قرمز در عضله صاف می‌باشد.
چهل درصد از افراد مبتلا به PNHدچار ترومبوز (لخته خون) در برخی از مراحل بیماری خود می‌شوند. این مهم‌ترین عامل در بروز عوارض شدید و مرگ در بیماری PNH می‌باشد. این‌ها ممکن است در جایگاه‌های متداول ایجاد شوند (از جمله ترومبوز ورید عمقی پا وآمبولی ریوی که زمانی اتفاق میفتدکه این لخته‌ها جدا می‌شوند و وارد بافت ریه می‌شوند). اما در PNH لخته‌های خونی ممکن است در جایگاه‌های کم‌تر متداول و غیرعادی ایجاد شوند از جمله :ورید کبدی (سندرم باد -شیاری) , سیاهرگ کبد (ایجاد ترومبوز سیاهرگ کبد), ورید مزانتریک فوقانی و تحتانی ورگ‌های پوستی. ترومبوز وریدی مغز که نوعی سکتهٔ مغزی نادر است در افراد مبتلا به PNH شایع تر می‌باشد.

## تشخیص
آزمایش خون در بیماری PNH تغییراتی را نشان می‌دهد که مرتبط با کم خونی همولیتیکی داخل وریدی می‌باشد: کاهش هموگلبین، افزایش لاکتات دهیدروژناز، افزایش بیلی روبین، کاهش سطح هاپتوگلوبین;هم چنین رتیکولوسیت (سلول‌های ایمنی قرمز نارس آزاد شده توسط مغز استخوان برای جایگزینی سلول‌های آسیب دیده) نیز ممکن است افزایش یابددر صورتی که کمبود آهن وجود نداشته باشد. آزمایش آنتی گلوبین مستقیم (DAT یا تست Coombs) در این بیماری منفی است چون که همولیز در آن در اثر آنتی‌بادی‌ها بروز نکرده است. اگر PNH در خلال ابتلا به بیماری آنمی آپلاستیک ایجاد شود تعداد گلبول‌های سفید خون به‌طور غیرطبیعی تغییر کرده و تعداد گویچه‌ها کاهش می‌یابد. در این مورد به خصوص کم خونی علاوه بر همولیز ناشی از تولید ناکافی گلبول‌های قرمز نیز می‌باشد.
از لحاظ تاریخی تست تجزیه ساکارز˛ که در آن گلبول‌های قرمز در یک محلول با قدرت یونی پایین قرار می‌گرفتند و جهت مشاهده همولیز بررسی می‌شدند ˛برای غربالگری مورد استفاده قرارمی گرفت.
در صورتی که این تست مثبت بود ˛تست همولیز هام جهت تأیید نتیجه به کار می‌رفت. تست هام شامل قرار دادن گلبول‌های قرمز در یک اسید ضعیف می‌باشد;نتیجهٔ مثبت که به صورت افزایش در شکنندگی گلبول قرمز دیده می‌شود بیانگر بیماری PNH یا کم خونی اریتروپویتیک مادرزادی است. در حال حاضر این تست به دلیل حساسیت و ویژگی عمل کم منسوخ شده است.
امروزه استاندارد طلایی روش فلوسیتومتری برای CD55و CD59 در گلبول‌های سفید و قرمز می‌باشد. براساس سطوح این پروتئین‌های سلولی ˛اریتروسیت‌ها به سه دستهٔ سلول‌های PNH I˛ IIیا IIIتقسیم می‌شوند. تیپ I سلول‌هایی هستند که سطح CD55و CD59 طبیعی دارند˛تیپ II سطوح کاهش یافته دارند؛ ودرتیپ III به‌طور کلی حضور ندارند. تست FLAER اغلب برای تشخیص PNHبه کار می‌رود. FLAERبه‌طور اختصاصی به گلیکوزیل فسفاتیدیل اینوزینول لنگری متصل می‌شود و دقت بیشتری در نشان دادن کمبود در مقایسه با اندازه‌گیری سادهٔ CD59 یا CD55دارد.

## پاتوفیزیولوژی

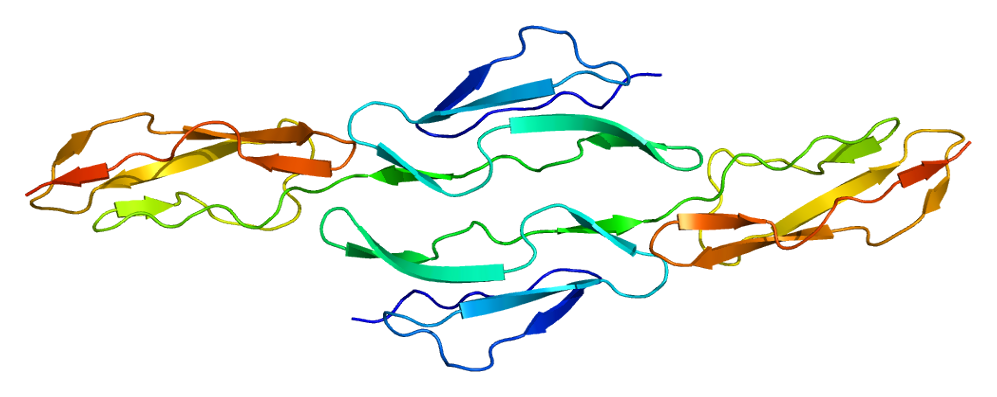
CD55 protein/Decay Accelerating Factor structure

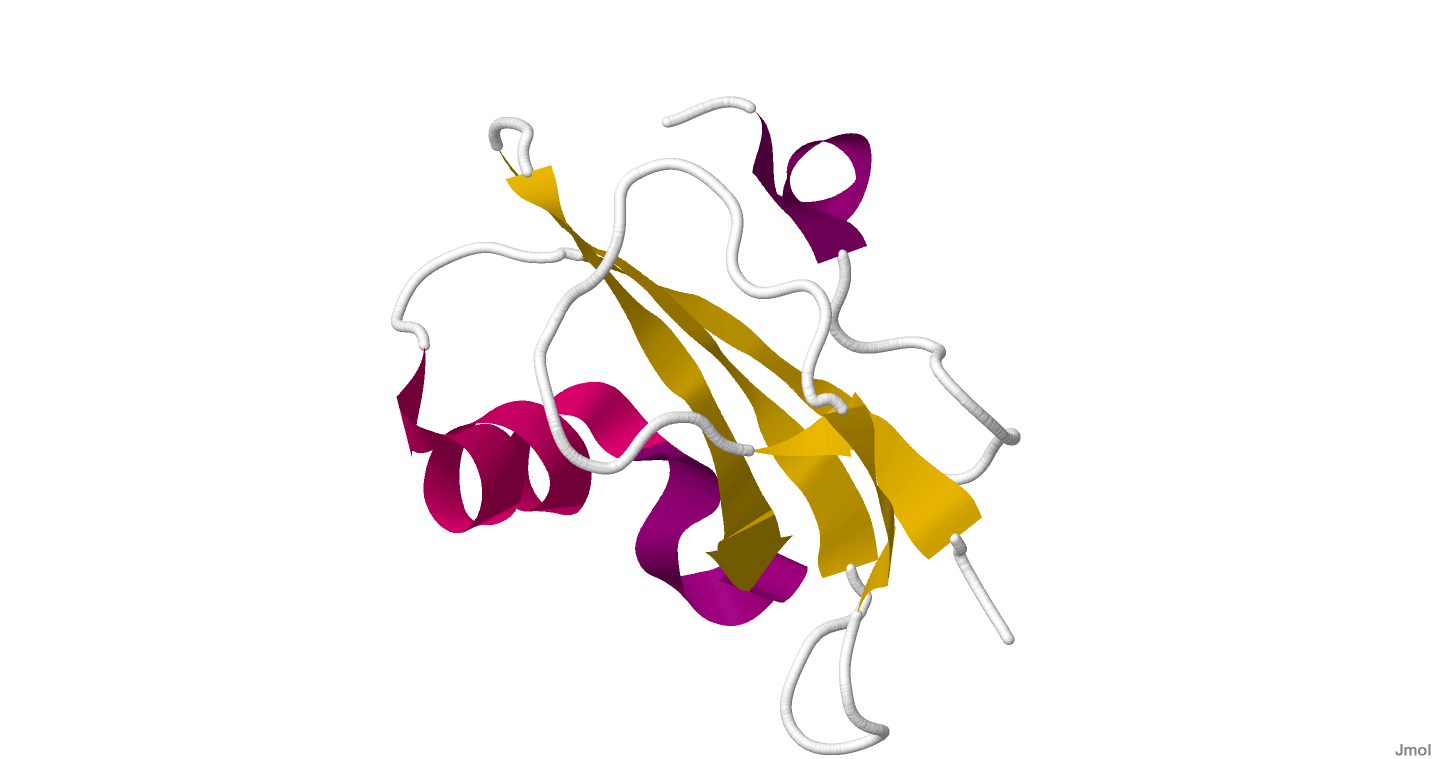
CD59 protein/Protectin structure

تمام سلول‌ها پروتئین‌هایی دارند که به غشای آن‌ها متصل است˛ به‌طور معمول به صورت یک ارتباط یا انتقال پیام بین سلول و محیط بیرون سلول عمل می‌کنند. این پروتئین‌های انتقال پیام به صورت فیزیکی به سطح سلول متصل شده‌اند˛ این اتصال به روش‌های مختلفی بر قرار می‌شود که به صورت متداول از طریق گلیکولیپیدهایی نظیر گلیکوزیل فسفاتیدیل اینوزیتول انجام می‌گیرد. PNH در اثر اختلال در جمع‌آوری و گردهمایی این ساختارهای پروتئین - گلیکولیپیدی در سطح سلول‌های خون اتفاق می‌افتد.
آنزیمی که بیش‌ترین نقص را در PNH متحمل می‌شود فسفاتیدیل اینوزیتول گلیکان-PIG-A) A) می‌باشد.
یکی از چندین آنزیمی است که برای ساخت GPI مورد استفاده قرار می‌گیرد. ژنی که PIGAرا کد می‌کند روی کروموزوم X قرار دارد˛این به این معناست که تنها یک نسخهٔ فعال از آن در هر سلول وجود دارد (در ابتدا خانم‌ها دو کپی از PIGA دارند˛ اما یکی از آن‌ها از طریق غیرفعال سازی کروموزوم X خاموش شده است). جهش در ژن PIGA ممکن است منجر به از بین رفتن بیان لنگرهای GPI در غشای سلول شود. وقتی که این جهش در سلول بنیادی خونساز در مغز استخوان رخ می‌دهد˛ تمام سلول‌هایی که تولید می‌شوند، نقص خواهند داشت.
تعدادی از سلول‌هایی که به GPI سطح سلول متصل می‌شوند نقش محافظتی را در برابر تخریب توسط سیستم ایمنی مکمل ایفا می‌کنند و بدون آن‌ها سلول‌ها به سادگی هدف پروتئین‌های مکمل قرار می‌گیرند. گرچه گلبول‌های قرمز˛سفید و گویچه‌ها مورد حملهٔ سیستم مکمل قرار می‌گیرند اما گلبول‌های قرمز بیشتر مستعد لیز شدن می‌باشند. سیستم مکمل بخشی از سیستم ایمنی ذاتی است و نقش‌های مختلفی را از جمله تخریب میکروارگانیسم‌های مهاجم از طریق اپسونیزاسیون تا بی‌ثبات ساختن کمپلکس غشایی مسئول حمله بر عهده دارد. مهم‌ترین پروتئین‌هایی که سلول را از تخریب محافظت می‌کنند عبارتند از فاکتور تسریع کنندهٔ تخریب (decay accelerating factor DAF/CD55) که تشکیل کانورتاز-C3 را مختل می‌کند˛ و پروتکتین (CD59/MIRL/MAC-IP)˛ که به کمپلکس غشایی متصل می‌شود و جلوی اتصال C9 را به سلول می‌گیرد.
علایم اسپاسم اسوفاژیل˛ اختلال در نعوظ و دردهای شکمی غیرعادی همگی به این دلیل می‌باشند که هموگلبین آزاد شده از همولیز به نیتریک اکسید موجود در جریان خون˛ ماده‌ای که برای انبساط و استراحت عضلات صاف مورد نیاز است˛ متصل می‌شود. این تئوری از طریق این حقیقت تأیید می‌گردد که مصرف نیترات و ویاگرا که باعث تقویت اثر نیتریک اکساید روی سلول‌های ماهیچه‌ای می‌شود˛ سبب تقویت این علایم می‌شوند.
از نظر تاریخی نقش خواب و شب در این بیماری به اسیدی شدن خون در طول شب به دلیل هیپوونتیلاسیون نسبی (کاهش تخلیه هوا) و تجمع کربن دی‌اکسید در خون در طول خواب نسبت داده می‌شود. این فرضیه توسط محققین مورد بررسی قرار گرفته است زیرا مشاهده شده است که تمام افرادی که به این بیماری مبتلا هستند در طول خواب میزان همولیز در خونشان افزایش نیافته است بنابراین اهمیت نقش خواب در این بیماری همچنان نا مشخص می‌باشد.

## غربالگری
گروه‌های متعددی هستند که در آن‌ها غربالگری باید صورت بگیرد. از جمله بیمارانی که جوان هستند و دچار تورمبوز با عاملی ناشناخته شده‌اند ویا در ناحیه‌ای غیر متداول شده‌اند (به عنوان مثال در رگ‌های داخل شکمی ˛رگ‌های مغزی و رگ‌های پوستی)˛ هرگونه علامتی از همولیز دارند (نظیر افزایش LDH) ویا شمار گلبول‌های قرمز ˛سفید و گویچه‌های آن‌ها کاهش یافته است.

## درمان

### حملات حاد
در اینکه آیا استروئیدهایی همچون پرگنیزلون می‌توانند شدت بحران همولیتیکی را کاهش دهند یا نه اختلاف نظر وجود دارد. درمان از طریق انتقال خون ممکن است مورد نیاز باشد، این روش علاوه بربهبود کم خونی تولید سلول‌های PNH توسط مغز استخوان را سرکوب می‌کند و به‌طور غیرمستقیم شدت همولیز را هم کاهش می‌دهد. در طول زمان کمبود آهن در اثر از دست رفتن از طریق ادرار ایجاد می‌شود، لذا باید از این لحاظ هم تحت درمان قرارگیرد. درمان با استفاده از آهن ممکن است در زمانی که تعداد سلول‌های PNH در حال افزایشند سبب ازدیاد همولیز گردد.

### بلند مدت
PNH یک بیماری مزمن است. در بیمارانی که تنها دارای یک کلون کوچک و مشکلات کم هستند هر شش ماه یک بار بررسی از طریق فلوسیتومتری اطلاعاتی را در خصوص شدت و عوارضی که ممکن است بروز کنند در اختیار قرار می‌دهد. با توجه به ریسک بالای ترمبوز در بیماری PNH˛ درمان پیشگیرانه با استفاده از وارفارین احتمال وقوع ترومبوز در افراد با کلون‌های بزرگ را کاهش می‌دهد(۵۰ درصد گلبول‌های سفید تیپ III)
حملات ترمبوز همانند آنچه در بیماران دیگر رخ می‌دهد درمان خواهند شد اما با توجه به اینکه PNH به عنوان یک عامل زمینه‌ای مزمن به حساب می‌آید˛به نظر می‌رسد که درمان با وارفارین یا داروهای مشابه باید برای مدت زمان طولانی بعد از یک دوره ترومبوز ادامه پیدا کند.

### Eculizumab
در سال ۲۰۰۷ داروی اکولیزومب برای درمان PNH مورد تأیید قرار گرفت. این دارو کیفیت زندگی را افزایش و میزان نیاز به انتقال خون را کاهش داد اما تأثیری روی احتمال مرگ و میر ناشی از این بیماری نداشت. هم چنین به نظر می‌رسد که تغییری در احتمال وقوع لخته‌های خونی ایجاد نمی‌کند.

## همه‌گیرشناسی
PNH یک بیماری نادر است که سالانه یک تا دو مورد ابتلا به آن در هر یک میلیون نفر گزارش می‌شود. پیش‌بینی بدون درمان بهبودی بخش بیماری از ۱۰ تا ۲۰ سال است. بسیاری از موارد در افرادی رخ می‌دهد که از پیش بیماری آنمی آپلاستیک یا سندرم میلو دیسپلاستیک در آن‌ها تشخیص داده شده است. این حقیقت که PNH در افراد مبتلا به MDS (سندرم میلودیسپلاستیک) بروز می‌کند توضیح می‌دهد که چرا در PNH درصد ابتلا به کم خونی بالاست ˛زیرا MDS گاهی اوقات به کم خونی تبدیل می‌شود.
۲۵ درصد از موارد ابتلا در خانم‌ها در دوران بارداری تشخیص داده شده است. این گروه درصد بالایی از ترومبوز را دارند و خطر مرگ مادر و جنین در آن‌ها به‌طور چشمگیری بالاست (به ترتیب ۲۰ درصد و ۸ در صد)